# 山村紅葉
山村 紅葉（やまむら もみじ、1960年10月27日 - ）は、日本の女優、タレント、元国家公務員。本名：吉川 紅葉。旧姓：山村。
京都府京都市 出身。山村美紗オフィス、東宝芸能所属。愛称は「もみちゃん」。
母は推理小説家の山村美紗。夫は元財務省官僚。祖父は民法学者で京都大学名誉教授の木村常信。叔父は政治学者で北海道大学名誉教授の木村汎。

## 来歴
京都教育大学附属幼稚園、京都教育大学附属桃山小学校、京都教育大学附属桃山中学校、京都教育大学附属高等学校を経て1985年に早稲田大学政治経済学部経済学科卒業。
学生時代に母・山村美紗の本が原作のテレビドラマ『燃えた花嫁〜殺しのドレスは京都行き〜』（テレビ朝日）で女優デビューし、「卒業するまでの記念に」とその後もドラマ作品に20本ほど出演する。1984年に国税庁国税専門官試験に合格。卒業後、女優業は引退して大阪国税局に勤務し、国税調査官として働く。1987年、26歳の時に結婚 後、退職。結婚後は専業主婦になるつもりだったが出演依頼が殺到し、本格的に女優としての活動を再開した。その後夫がニューヨークへ転勤になった時も、本来同行しなければならないところだったが、自身の初舞台が1年前に決まっていたため、離婚を覚悟のうえで舞台のために日本に残る。夫は最初はしぶしぶだったものの、舞台も一時帰国して観劇し、女優業についても「そんなに好きなことがあるんだったら応援しようと思う」と言ってくれたという。
母の作品が原作のドラマ 、および母と親交の深かった西村京太郎原作のドラマに多く出演している。2016年時点で500本以上出演し、2時間ドラマの裏女王と言われる。晩年の山村美紗は「あたしが死んだら紅葉がドラマに出られなくなるから」と、体調不良をおして作品を書いていたという。その他、舞台やバラエティ番組にも多数出演しており、出演本数は事務所でも1,2位を争う。このこともあり、2017年版の東宝カレンダーには芸歴33年で初登場を果たした。

## 人物
- 趣味はスケート[13]。特技は英語、ドイツ語、ピアノ、京ことば[1][13]。
- 日本喜劇人協会の理事にも名を連ねている[1]。2010年3月22日発行の『婦人公論』で「我が心の師」（喜劇と舞台に導いてくれた人）は大村崑であると紹介されている。
- 幼少期は母親によってポケットにワイヤレスマイクを入れられていたため、公園でブランコから落ちてもすぐに飛んでくる母をスーパーマンでなんでも知っていると思っていたという[14]。
- サンリオのキャラクターであるハローキティが大好きで、キティラーとして有名[7]。自宅や楽屋にグッズを多数有している[7]。キティラーになったきっかけは幼少期に白い猫を飼っていたため。しかし2014年夏に[15]、キティちゃんが猫ではないとサンリオから正式発表があり、驚いたという[16][17]。
- デビュー当時は服のサイズが5号と非常に痩せており、衣装が合わなかった[18]。ビール好きで、かけつけで2リットル飲んでいたこともあり[19]、太ってしまったという。2014年には禁酒し、8キロのダイエットに成功した[16]。
- 自転車には乗れず、自転車に乗るロケの時は大変だったという[16]。自動車の運転免許は先にアメリカで取得し、その後日本国内での免許に切り替えたが、不合格続きで取得までに総額300万円を費やした[20]。

## 出演

### テレビドラマ
- 土曜ワイド劇場 西村京太郎トラベルミステリー（1983年 - 2022年、テレビ朝日） - 北条早苗
- 京都サスペンス「出町の柳」（1987年12月28日、関西テレビ）
- 火曜サスペンス劇場（日本テレビ）
  - 京都慕情殺人事件（1985年）[21]
  - L特急さざなみ7号で出会った女（1988年）
  - 小京都ミステリー
    - 第1作「小京都連続殺人事件」（1989年） - 若女将
    - 第4作「京都山口殺人旅行」（1991年） - 山川みどり

  - 山岳ミステリー
    - 第3作「八甲田山死の誘い」（1990年12月18日） - 松尾理恵
    - 第5作「白馬岳殺意の峰」（1991年10月8日） - 本庄由貴子
- 舞妓さんは名探偵!（1988年 - 1990年、テレビ朝日） - 葉子
- 男と女のミステリー「京都グルメ旅行殺人事件」（1989年、フジテレビ） - 川原麻衣子
- 名奉行 遠山の金さん（テレビ朝日）
  - 第2シリーズ 第23話「江戸ゆきさん殺人事件」（1989年） - お糸
  - 第5シリーズ 第5話「嫁と舅とお目付桜」（1993年） - 夜鷹
- 山村美紗サスペンス「水仙の花言葉は死「洛中洛外花ごよみ」」（1990年4月23日、関西テレビ） - 石野洋子 
  - 現代推理サスペンス「骨の証言」（1990年12月17日、関西テレビ）
- 男と女のミステリー「京都結婚指輪殺人事件」（1990年、フジテレビ） - 藤子
- 和宮様御留（1991年、フジテレビ） - 紅葉
- お江戸捕物日記 照姫七変化（1991年、フジテレビ）
- 土曜ワイド劇場 山村美紗サスペンス「京都・天の橋立殺人事件」（1992年1月25日、テレビ朝日） - 田辺麻里子
- 山村美紗サスペンス「女相続人連続殺人事件」（1992年、TBS） - 水尾桜子
- 金曜プレステージ「山村美紗サスペンス 赤い霊柩車シリーズ」（1992年 - 2023年、フジテレビ） - 内田良恵 [22]
- 四匹の用心棒5 かかし半兵衛無頼旅（1993年、テレビ朝日） - あかね
- 大忠臣蔵（1994年、TBS）
- お見合いの達人（1994年、TBS） - 田村みどり
- 月曜ドラマスペシャル「十津川警部シリーズ」（1995年 - 2014年、TBS） - 安原美知子 役[23]
- ママは大ピンチ!!（1996年、TBS）
- 金曜プレステージ「お局探偵亜木子&みどりの旅情事件帳」（1997年 - 2003年、フジテレビ） - 山本佐知恵
- ニュースキャスター沢木麻沙子（1998 - 2002年） - 杉原百合子
- 月曜ドラマスペシャル「検視官江夏冬子」（1997 - 2001年、TBS） - 大道寺美佐枝
- 月曜ドラマスペシャル「名探偵キャサリン4」（1998年、TBS） - 三上かほる
- 月曜ドラマスペシャル「名探偵キャサリン」第6作 - 第15作（1998年 - 2006年、TBS） - 千田美佳
- 土曜ワイド劇場 終着駅シリーズ（1998年11月28日） - 堤美子
- 舞妓さんは名探偵!（1999年、テレビ朝日） - 丸山瞳
- 月曜ドラマスペシャル「探偵 左文字進」（1999年 - 2013年、TBS） - 小日向霧子
- 土曜ワイド劇場 狩矢父娘シリーズ（2000年 - 2020年、テレビ朝日） - 山野美野里 [24]
- 月曜ドラマスペシャル「冤罪シリーズ」（2000 - 2003年、TBS） - 内藤由紀
- こちら本池上署（2001年、TBS）
- 女と愛とミステリー （テレビ東京）
  - 山村美紗サスペンス「殺意の果てに」飛騨高山夫人殺人事件（2001年） - 村山奈津
  - 天使の傷痕（2001年） - 緑川淳子
  - 四つの終止符（2001年） - 坂井キク
  - 脅迫者（2001年） - 立花夫人
  - 不倫調査員・片山由美（2001年 - 2014年） - 岡島乃梨子
  - 山村美紗サスペンス「税関検査官・今井陽子」密輸ダイヤモンド殺人事件（2003年） - 野際妙子
- ぼくの魔法使い（2003年、日本テレビ） - 山村紅葉（本人）
- 土曜ワイド劇場 温泉若おかみの殺人推理（2003年 - 2019年、テレビ朝日） - 仲居頭・小百合
- 金曜プレステージ「十津川警部夫人の旅情殺人推理」（2003年 - 2005年、フジテレビ） - 花園裕子
- 木曜ドラマ TRICK3 episode 2（2003年、テレビ朝日） - 鈴木トメ
- トキオ 父への伝言（2004年、NHK総合） - 坂田清美 役[25]
- 土曜ワイド劇場 鉄道捜査官（テレビ朝日）
  - ゲスト
    - 「愛と哀しみの飯田線」（2004年9月11日） - 真田刑事
    - 「特急スーパーやくもの殺意」（2005年10月1日） - 原田警部
    - 「大井川SL急行、密室展望車の殺意!」（2006年5月13日） - 羽田刑事

  - 手塚真理絵 
    - 「山形鉄道フラワー長井線、狙われた終着駅!」（2007年9月29日）
    - 「凶器がトロッコ列車に乗ってきた!?」（2008年10月11日）
    - 「わたらせ渓谷鉄道、死を呼ぶ片道切符！」（2009年5月30日）
    - 「死体は遠い改札口を目指す!? 線路途中に“終着駅”」（2010年4月10日）
    - 「伊勢鉄道、引き返せない単線列車からの脱出トリック!!」（2011年4月30日）
    - 「殺意の密室列車パーティー!犯行予告の列車に乗り遅れた殺人犯!? 益子焼の里を走るSL特別ダイヤの謎」（2012年5月5日）
    - 「伊豆急リゾート21号パノラマ展望車で殺された女!箱根ゴールデンルート 空と湖の逆転アリバイトリック」（2014年5月3日）
    - 「死を呼ぶスケッチ旅行!? 終着駅で炎上する名画の謎!!」（2015年4月4日）
- 月曜ミステリー劇場「狩矢警部シリーズ」（2005年 - 2015年、TBS） - 狩矢澄江
- 出るトコ出ましょ!（2007年、フジテレビ） - 亀井節子
- 33分探偵（2009年、フジテレビ） - 本山直子
- 金曜プレステージ「警部補・佐々木丈太郎」（2009年 - 2016年、フジテレビ） - 三浦さくら
- 金曜プレステージ「十津川刑事の肖像」（2009年 - 2016年、フジテレビ） - 平塚八重子
- 夏の恋は虹色に輝く（2010年、フジテレビ） - 山村紅葉（本人）
- おみやさん（2010年、テレビ朝日） - 土本雪絵
- 華和家の四姉妹（2011年、TBS） - マダム滝本
- 毒姫とわたし（2011年、東海テレビ制作） - 四木双葉
- 金曜プレステージ「山村美紗サスペンス 京都・源氏物語殺人絵巻」（2011年、フジテレビ） - 及川華絵
- 金曜プレステージ「小京都連続殺人事件」（2012年 - 2019年、フジテレビ） - 姫野初枝
- 金曜プレステージ「女検視官・江夏冬子」（2012年 - 2013年、フジテレビ） - 五十嵐千秋
- 金曜プレステージ「推理作家・池加代子」（2012年 - 2013年、フジテレビ） - 家政婦・アキ
- 水曜ミステリー9 作家探偵・山村美紗（2012年 - 2013年、テレビ東京） - 唐崎さと子
- 水曜ミステリー9 看護師・戸田鮎子の推理カルテ（2012年 - 2013年、テレビ東京） - 吉岡万里子
- 都市伝説の女（2012年、テレビ朝日） - 佐々木松江
- 金曜プレステージ「山村美紗サスペンス 黒の滑走路」（2012年 - 2019年、フジテレビ） - 及川華絵
- 夫婦善哉（2013年、NHK総合） - 「梅の屋」の女将
- 水曜ミステリー9 トラベルライター青木亜木子（2013年 - 2014年、テレビ東京） - 田嶋寿美代
- 夫のカノジョ（2013年、TBS） - 相川千代乃
- ハクション大魔王（2013年、フジテレビ） - ゲジゴンの母
- Y・O・U やまびこ音楽同好会（2013年、関西テレビ制作） - 野崎弘子
- 最強のオンナ（2014年、TBS） - 美和の母
- 私の嫌いな探偵（2014年、テレビ朝日） - 謎の美女
- 名古屋行き最終列車2014 第2夜（2014年、名古屋テレビ制作） - 松山有紀
- セレンディピティ物語〜新しい自分に出会う旅〜（2015年、毎日放送制作） - 里中弥生
- 痛快TV スカッとジャパン（2015年1月12日 - 2022年、フジテレビ） - モンスターおばさんシリーズ
- 名探偵キャサリン（2015年・2016年、テレビ朝日） - 吉村峰子
- 最後のレストラン（2016年、NHK総合） - 楊貴妃
- 科捜研の女（テレビ朝日）
  - Season15 第9話（2016年1月21日） - 秋山可奈子
  - Season24 第6話（2024年8月14日） - 岩本幸恵
- 神の舌を持つ男（2016年、TBS） - 津村順子（女将）
- 連続テレビ小説「べっぴんさん」（2016年、NHK総合） - 坂東節子 [26]
- 勇者ヨシヒコと導かれし七人（2016年11月11日、テレビ東京） - 兄様の後を追うヒサが変身したキャラ
- 東京タラレバ娘（2017年、日本テレビ） - 占い師
- あいの結婚相談所（2017年、テレビ朝日） - 澤峰あかり 役[27]
- オーファン・ブラック〜七つの遺伝子〜（2017年、東海テレビ） - 五十嵐翠子
- 女子的生活（2018年1月19日、NHK総合） - 柳原美穂の母
- もみ消して冬〜わが家の問題なかったことに〜 第6話（2018年2月17日、日本テレビ） - 奥平こずえ [28]
- ブラックペアン 第1話（2018年4月22日、TBS） - 皆川妙子 [29]
- モンテ・クリスト伯 -華麗なる復讐- 第6話（2018年5月24日、フジテレビ） - 財務大臣夫人 [30]
- スモーキング 第8話（2018年6月8日、テレビ東京） - 志和須単 役[31]
- 京都発地域ドラマ「ワンダーウォール」（2018年7月25日、NHK BSプレミアム） - 寺戸敏子
- 金曜プレミアム芸能生活35周年特別企画 「船越英一郎殺人事件」（2018年8月24日、フジテレビ）  - 山村紅葉（本人） [32]
- 警視庁ゼロ係〜生活安全課なんでも相談室〜 THIRD SEASON 第5話（2018年8月31日、テレビ東京） - 富永志乃 [33]
- ダイアリー（2018年9月9日 - 9月30日、NHK BSプレミアム） - 桧山小百合
- 世にも奇妙な物語 '18秋の特別編 「マスマティックな夕暮れ」（2018年11月10日、フジテレビ） - 郁子（隆の母） [34]
- 神酒クリニックで乾杯を 第6話（2019年3月2日、BSテレ東） - 安藤まり子 [35]
- 大奥 最終章（2019年3月25日、フジテレビ） - 紅葉
- 警視庁・捜査一課長スペシャル（2019年4月21日、テレビ朝日） - 広田桜子
- シャーロック 第3話（2019年10月21日、フジテレビ） - 斎藤順子 [36]
- 月曜プレミア8 「十津川警部の事件簿」（2020年5月25日、テレビ東京） - 根来薫
  - 月曜プレミア8 十津川警部の事件簿「終着駅殺人事件」（2023年10月9日、テレビ東京）[37]
- オー!マイ・ボス!恋は別冊で 第5話（2021年2月9日、TBS）  - 山村紅葉（本人）
- ほんとにあった怖い話「事故物件A」（2021年10月23日、フジテレビ） - 雑貨店の女店主
- イタイケに恋して 第5話（2021年7月29日、日本テレビ）[38]
- 女系家族（2021年12月4日・5日、全2回、テレビ朝日） - 出目金
- オールドルーキー 第9話（2022年8月28日、TBS） - 風間敬子 [39]
- 警視庁考察一課（2022年10月17日 - 12月26日、テレビ東京 他） - 山村楓 [40]
- 大奥 Season2「幕末編」（2023年11月28日 - 12月12日、NHK総合） - 土御門 役[41]
- 大奥（2024年1月18日 - 3月28日、フジテレビ） - 御右筆の昭島 役[42]
- 日本一の最低男 ※私の家族はニセモノだった 第5話（2025年2月6日、フジテレビ） - 船井佳代 役[43]
- 相続探偵 第4話・第5話（2025年2月15日・22日、日本テレビ） - 百万遍雅 役[44][45]
- 大河ドラマ べらぼう〜蔦重栄華乃夢噺〜 第7回・第11回（2025年2月16日・3月16日 、NHK総合） - しげ 役[46]

### 映画
- 序の舞（1984年） - 商家の女子衆
- アナザー・ウェイ ―D機関情報―（1988年） - 戸川雪子
- 新・極道の妻たち（1991年） - 砂岡勝子
- 寒椿（1992年）
- 難波金融伝・ミナミの帝王33 野良犬の記憶（2006年）
- 特命係長 只野仁 最後の劇場版（2008年） - 特別出演
- のみとり侍（2018年）[47] - お種
- ワンダーウォール 劇場版（2020年） - 寺戸敏子
- アキラとあきら（2022年）[48]
- 翔んで埼玉 〜琵琶湖より愛をこめて〜（2023年） - 京都の女将 [49]

### 紀行番組
- 旅の香り（テレビ朝日）
- いい旅・夢気分（テレビ東京）
- BS-TBS開局10周年記念番組「プレミアム6 西村京太郎ミステリー紀行〜十津川警部が見た風景〜」（2010年2月28日、BS-TBS）

### テレビアニメ
- サザエさん（2016年7月24日、フジテレビ） - 迷惑おばさん [50]

### ゲーム
- 西村京太郎ミステリー 北斗星の女（PCエンジン）
- 山村美紗サスペンス 金盞花京絵皿殺人事件（PCエンジン） - 名木夕美子
- 山村美紗サスペンス 京都鞍馬山荘殺人事件（1994年、パック・イン・ビデオ、3DO） - 桜木麗扇

### 吹き替え
- オリエント急行殺人事件（2017年） - ナタリア・ドラゴミロフ公爵夫人〈ジュディ・デンチ〉 [51]
- THE BLACKLIST/ブラックリスト シーズン4 第1話（2017年） - ロミーナ [12][52]

### CM
- ガリバーインターナショナル 「かりようサスペンス劇場」前後篇 （福島限定、2010年 - ）
- KDDI・沖縄セルラー電話 「au 4G LTE 800MHz/トレンディドラマ」篇（2014年3月 - 4月）※剛力彩芽、福士蒼汰と共演
- サントリー「プレミアムボス 微糖」（2015年）[53]
- みんなのマーケット「くらしのマーケット」（2019年）[54]
- BOAT RACE振興会 『Splash ボートレーサーになりたい!』 第4話「体調管理」編（2021年4月 - ）[55]

### 舞台
- 京都都大路謎の花くらべ（2006年9月、京都南座）[56]
  - 京都 都大路謎の花くらべ（2019年8月、新橋演舞場）[57]
- 山村美紗サスペンス「京都 花灯路 恋の耀き」（2010年10月、京都南座）[58] - 内田良恵/本人 役
- 滝口炎上（2015年5月29日・30日、明治座） - 春日局 [59]
- 明治座創業150周年記念 舞台『赤ひげ』（2023年10月28日 - 11月12日、明治座 / 12月14日 - 16日、新歌舞伎座）[60]

### ラジオ
- ABC創立65周年記念連続ラジオドラマ「ナデシコですから」（2016年6月27日 - 9月23日、ABCラジオ） - 大和松子 [12][61]

## 著書
- おきばりやす 京女は今日も一生懸命（双葉社 2001年）
- ほんまもんの京都みやげ100 山村紅葉が厳選!（学習研究社 2005年）
- 京都ミステリーの現場にご一緒しましょ = Let's Visit Kyoto's Mystery Sites Together（PHP研究所 2015年(京都しあわせ倶楽部)）